# Vela aurica
La vela aurica è un particolare tipo di vela con forma trapezoidale che si stende a poppavia degli alberi. Viene inferita, cioè fissata, per tre lati sull'alberatura: sul lato prodiero all'albero, nella parte superiore su un pennone detto picco e nella parte inferiore su una trave detta boma.

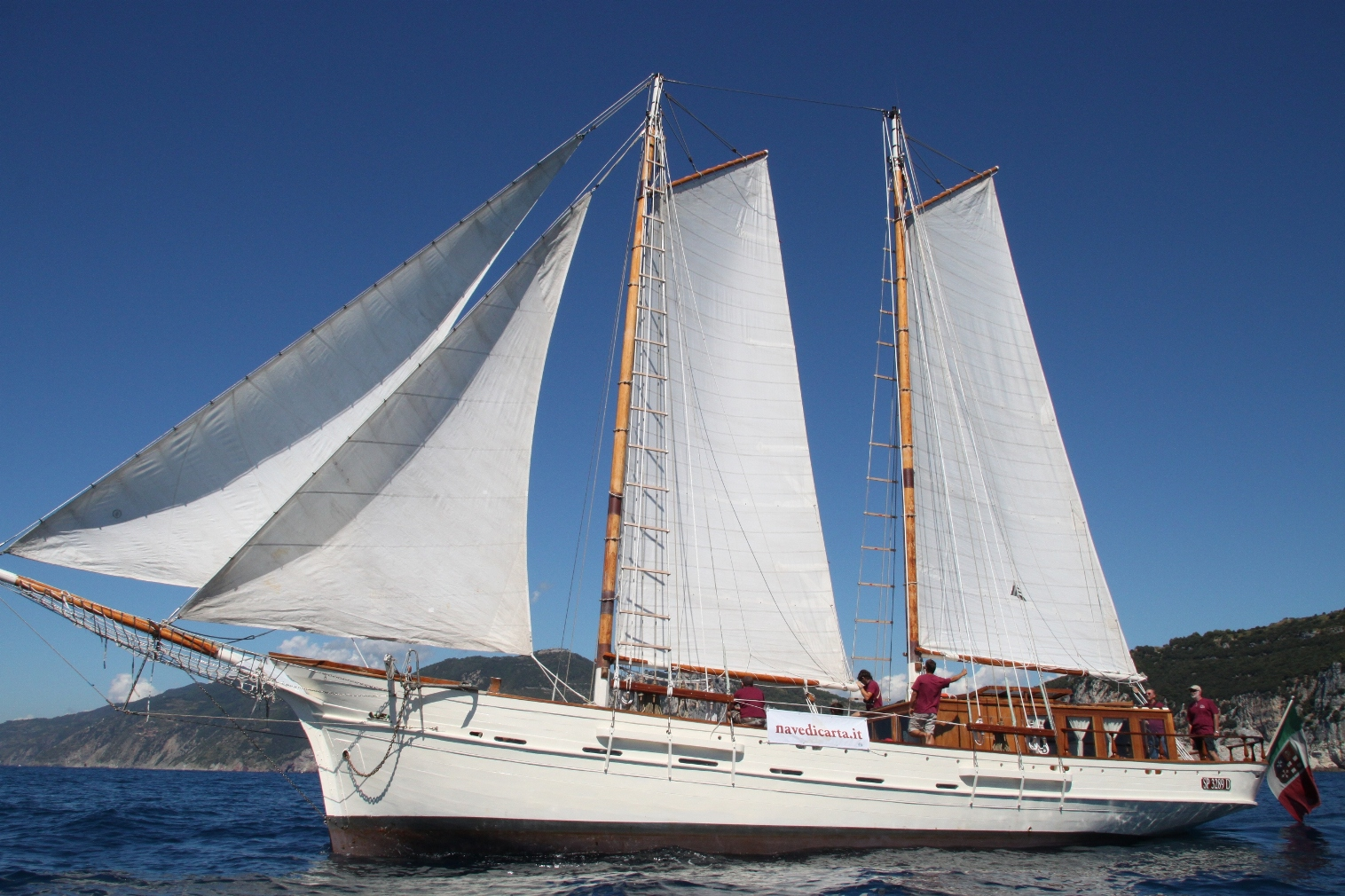
La goletta Oloferne con due vele auriche

## Esempi di vele auriche
- randa
- controranda
- vela a tarchia
- vela al terzo o da trabaccolo
- vela al quarto
- vela latina
- vela con boma e picco